# Tennistoernooi van Hilversum 1973
Het tennistoernooi van Hilversum van 1973 werd van maandag 16 tot en met zondag 22 juli 1973 gespeeld op de gravelbanen van het 't Melkhuisje in de Nederlandse plaats Hilversum. De officiële naam van het toernooi was Dutch Open. Het was de laatste editie voor de vrouwen.
Het toernooi bestond uit twee delen:
- WTA-toernooi van Hilversum 1973, het toernooi voor de vrouwen
- ATP-toernooi van Hilversum 1973, het toernooi voor de mannen

De Nederlander Tom Okker won het mannentoernooi. Het vrouwentoernooi werd gewonnen door de Nederlandse Betty Stöve.
Er werd ook gestreden in het gemengd dubbelspel. In de finale versloegen de Nederlandse Tine Zwaan en de Australiër Geoff Masters het team bestaande uit de Nederlandse Betty Stöve en de Zuid-Afrikaan Robert Maud met 6–1 en 6–4.